# Johann Bernhard von Fischer
Johann Bernhard von Fischer, (Pseudonym: Montan von Hinterbergen; * 28. Juli 1685 in Lübeck; † 8. Juli 1772 auf dem Landgut Hinterbergen bei Riga) war ein deutscher Arzt und Schriftsteller.

## Leben
Johann Bernhard von Fischer, am 28. Juli 1685 in Lübeck geboren, übersiedelte als Zweijähriger mit seinen Eltern nach Riga. Er absolvierte ein Studium der Medizin an den Universitäten Halle, Jena, Leiden und Amsterdam. Danach unternahm er Reisen nach England und Frankreich.
In der Folge leitete Johann Bernhard von Fischer ab 1710 eine Arztpraxis in Riga. 1733 erfolgte seine Ernennung zum zweiten Stadtphysikus. Dazu berief Zarin Anna Johann Bernhard von Fischer zu ihrem Leibarzt, Archiater sowie Direktor des russischen Medizinwesens. Johann Bernhard von Fischer, von Kaiser Karl VI. in den Adelsstand erhoben, lehnte nach der Thronbesteigung Kaiserin Elisabeths die ihm angebotene Archiaterstelle ab und zog sich auf sein kleines Landgut Hinterbergen bei Riga zurück. Am 10. Juli 1736 wurde Johann Bernhard von Fischer mit dem Beinamen Olympus II. als Mitglied (Matrikel-Nr. 462) in die Deutsche Akademie der Naturforscher Leopoldina aufgenommen.
Ab dieser Zeit verfasste Fischer mehrere medizinische und naturhistorische Schriften, beispielsweise "Von den Ursachen weisser Haare bei den Thieren". Zudem gab er ein "Livländisches Wirthschaftsbuch" sowie mehrere Abhandlungen über die Rinderpest heraus. In Sankt Petersburg begann er 1739 die Arbeit an dem ersten in Russland gedruckten, 1744 erschienenen anatomischen Atlas. Überdies schilderte Fischer unter dem Pseudonym Montan von Hinterbergen in seiner Alexandrinerdichtung "Allgemeine und eigene Winter- und Sommerlust mit untermischten physikalischen und moralischen Betrachtungen", erschienen 1745, nach dem Vorbild Barthold Heinrich Brockes "Irdisches Vergnügen in Gott" die Freuden seines selbstangelegten Tusculums. Seine Abhandlung von dem hohen Alter des Menschen, den Stufen, Krankheiten desselben und den Mitteln, zu denselben zu gelangen wurde nach seinem Tod von Theodor Thomas Weichardt im Jahr 1777 herausgegeben.
Johann Bernhard von Fischer verstarb am 8. Juli 1772 drei Wochen vor Vollendung seines 87. Lebensjahres auf seinem Landgut Hinterbergen.